# Rozchodníkovec nádherný
Rozchodníkovec nádherný (Hylotelephium spectabile) je vytrvalá bylina z čeledi tlusticovitých (Crassulaceae). Dorůstá výšky až 45 cm, květy jsou atraktivní pro hmyz.

## Synonyma
Podle biolib.cz jsou používána tato synonyma:

### Vědecké názvy
Podle biolib.cz je pro organismus s označením Hylotelephium spectabile používáno více rozdílných názvů, například Sedum spectabile Boreau.

### České názvy
Podle biolib.cz je pro druh rostlin s označením rozchodník nádherný používáno více rozdílných názvů, například rozchodník úhledný
nebo rozchodníkovec nádherný.

## Zeměpisné rozšíření
Pochází z oblastí Číny a Koreje. Dnes je pěstován i v jiných oblastech planety.

## Popis
Vytváří trsy dužnatých, přisedlých opakvejčitých listů. Květní lodyha je přímá, zakončená růžovým plochým květenstvím. Rostlina kvete v srpnu až září. Plodem je měchýřek.

## Použití
Rozchodník nádherný lze použít jako okrasnou rostlinu. Jsou efektní ve skupinách trvalek v záhonech, skalkách a suchých zídkách. Druh lze použít na zelené střechy. Řezané květy lze použít při aranžování květin.

## Pěstování
Při pěstování v mírném pásmu (ČR) roste rozchodník nádherný nejlépe na slunných a světlých stanovištích. Snáší dobře plné slunce. Vyžaduje propustné půdy, ale dobře snáší i běžné hlinité půdy, nevyžaduje zálivku. Dobře snáší přísušky. Množí se semeny nebo dělením trsů na jaře. Pro zachování původních vlastností se kultivary množí ve velkovýrobě vegetativně. Na květní lodyze se mohou tvořit nové rostliny z pupenů.
Je vypěstováno více kultivarů s různými vlastnostmi, například odlišnou barvou květů nebo listů:
- 'Autumn'
- 'Autumn Fire'
- 'Brilliant' růžový květ
- 'Carmen' růžovočervený květ
- 'Carl' růžovočervený květ
- 'Iceberg' bílé květy
- 'Matrona'
- 'Meteor'
- 'Mohrchen'
- 'Neon' sytě růžový květ
- 'Rosenteller'
- 'Stardust' bílé nebo narůžovělé květy
- 'Xenox'